# Scutellaria galericulata
La casida, escutelaria, escutelaria común, hierba de la celada o terciaria: Scutellaria galericulata es una planta herbácea de la familia Lamiaceae que son naturales de Norteamérica, Europa y Asia donde crece en prados y lugares húmedos en la orilla de los ríos. 

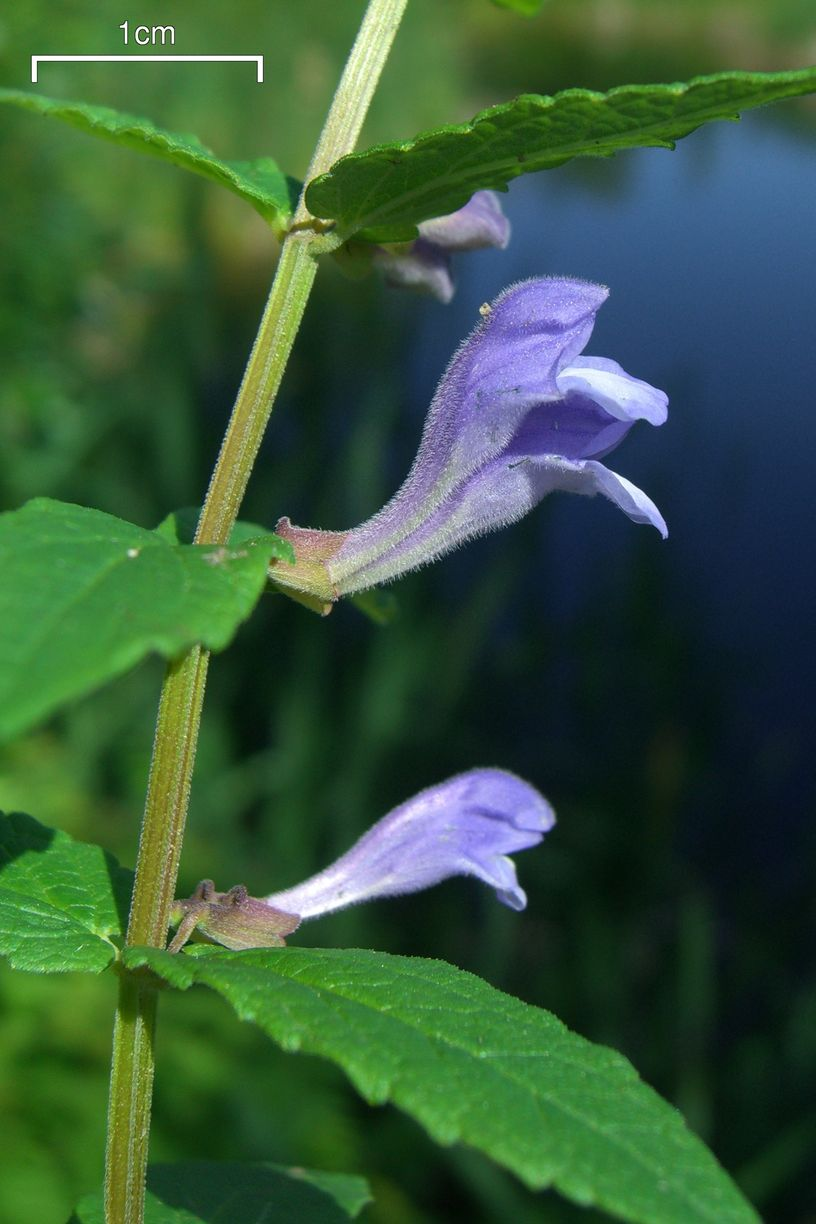
Flores

## Descripción
Es una planta herbácea casi arbusto que alcanza 10 cm a 1 metro de altura. Tiene una raíz perenne. Sus tallos son de sección cuadrada y ramificados. Las hojas opuestas y lanceoladas con bordes dentados tienen 5 cm de longitud por 1 cm de ancho. Las flores, en pares, se desarrollan en el extremo de las brácteas, que son iguales a las hojas y son de color azul o violeta.

## Propiedades

### Principios activos
Contiene el 2,7% de crisina-7-glucurónido, 1% de baicalina y escutelarina.

### Usos medicinales
- Tónico nervioso para casos de insomnio y palpitaciones.
- Recomendado para dolores de cabeza y neuralgias.

## Taxonomía
Scutellaria galericulata fue descrita por Carlos Linneo  y publicado en Species Plantarum 2: 599. 1753.
Etimología
Scutellaria: nombre genérico que deriva de la  palabra griega: escutella que significa "un pequeño plato, bandeja o plato", en referencia a los sépalos que aparecen de esta manera durante el período de fructificación.
galericulata: epíteto latíno que significa "con una pequeña tapa"
Sinonimia
- Cassida galericulata (L.) Scop., Fl. Carniol., ed. 2, 1: 430 (1771).
- Cassida major Gilib., Fl. Lit. Inch. 1: 90 (1782), opus utique oppr.
- Scutellaria adamsii Spreng., Syst. Veg. 2: 701 (1825).
- Scutellaria epilobiifolia A.Ham., Esq. Monogr. Scutellaria: 32 (1832).
- Scutellaria epilobiifolia f. albiflora Fernald, Rhodora 23: 86 (1921).
- Scutellaria epilobiifolia f. rosea Fernald, Rhodora 23: 86 (1921).[4]

## Nombres comunes
- Castellano: canina, casida, hierba de la celada, tercianaria, yerba de la celada.[5]